# 마쓰쿠라 시게마사
마쓰쿠라 시게마사(일본어: 松倉重政, 덴쇼 2년(1574년)? ~ 간에이 7년 음력 11월 16일(1630년 12월 19일)는 아즈치모모야마 시대부터 에도 시대 초기의 무장, 다이묘이다. 야마토 고조번주, 히젠 히노에번 초대 번주를 지냈다
쓰쓰이씨의 가신 마쓰쿠라 시게노부의 장남으로 태어났다. 후에 쓰쓰이 준케이에게 사관하여 준케이 사후 그의 양자 사다쓰구를 섬기게된다.

## 생애
처음에는 쓰쓰이 준케이를 섬겼으나 준케이 사후 양자인 사다쓰구가 이가로 전봉되자 시게마사는 야마토(大和)에 남아 도요토미 가문의 직신이 되었다. 게이초 5년(1600년)의 세키가하라 전투에서는 단신으로 참진해 도쿠가와 이에야스에게 인정받아 야마토의 5조 후타미 성주가 되었다. 5조에서는 제반 임무를 면제하고 상업 진흥을 도모하는 등 성시를 정비했다.
게이초 20년(1615년)의 오사카 여름 전투에 즈음해서는, 야마토코리야마성(大和郡山城)의 구원이나, 도묘지 방면에서의 고토 모토쓰구와의 전투의 공으로, 다음해인 겐나 2년(1616년)에 아리마 하루노부의 옛령이었던 히젠에서 전날 노에 4만 3천 석을 주어 이봉했다.
겐나 4년(1618년), 잇코쿠잇성(一国一城)의 제도에 따라서 종래 있던 하라성(原城)과 히노에성(日野江城)을 폐하고 시마바라성(島原城)의 축성을 개시한다. 녹봉 4만 3천 석이면서도 10만 석인 다이묘의 성에 필적하는 만큼 걸맞지 않은 규모의 성을 쌓았기 때문에 백성들로부터 가혹한 착취를 당하게 되었다. 이 때, 검지를 실시해, 영내의 이시타카를 실세의 배 가깝게 추측해, 영민의 한계를 넘는 세금을 징수했다. 시마바라성을 건축할 때 공을 세운 센지이시무라(千々石村)의 와다 시로자에몬(和田四郎左衛門) 요시나가의 호소(당부)에 의해 바닷바람에 의한 염해를 막기 위해 지다이시 해안에 제방을 쌓고 소나무를 심게 했다. 이 소나무는 지금도 방풍림으로서 천지석쵸에 남아 있다.
또한 막부에 대한 충성을 나타내기 위해 녹봉에 걸맞지 않은 규모의 에도성 개축의 공의 공사 공사를 도급받아, 그 비용을 염출하기 위해 가혹한 착취를 거듭했다.
남만 무역의 이익을 얻고 있던 시게마사는 입부 당초 그리스도를 묵인하고 있었지만, 에도 막부의 그리스도 탄압 정책에 따라 겐나 7년(1621년)이 되자 그리스도 탄압을 개시하였다. 처음은 완만한 것이었지만, 간에이 2년(1625년)에 쇼군 도쿠가와 이에미쓰에게 그리스도 대책의 허술함을 지적받자 분발해, 철저한 탄압을 개시했다. 얼굴에 길리지탄이라는 글자의 인두질을 하고 손가락을 잘라내는 등 갖은 고문을 가했으며 간에이 4년(1627년)에는 운젠지옥에서 끓는 물을 이용한 기리시탄의 고문처형을 자행하는 등 기리시탄과 연공을 바치지 못한 농민을 잔인한 고문처형한 것으로 네덜란드 상관장과 포르투갈 선장의 기록에 남아 있다. 간에이 6년(1629년)에는 나가사키 봉행·다케나카 시게요시에게 권하여 나가사키 중의 기리시탄을 운젠으로 연행하였다. 게다가 기리시탄 탄압에 대한 대응을 막부에 알리기 위해 기리시탄의 근거지인 루손을 공략할 것을 막부에 신청한다. 이에미쓰를 비롯한 막각 일부도 마음이 내켰기 때문에 선발대를 파견하는 등 원정 준비에 착수하고 이를 위한 전비를 더 많이 들였다.
출병 실시의 바로 앞인 간에이 7년(1630년)에 오바마 온천(小浜温泉)에서 급사했다. 향년 57세로 순절한다.